# Truly Madly Deeply
"Truly Madly Deeply" és el tercer senzill de l'àlbum de debut i epònim de Savage Garden. La cançó fou escrita pels dos membres del grup i publicada el 2 d'abril de 1997.

## Informació
Van fer dues versions diferents de la cançó, una per Austràlia i una menys acústica pels Estats Units. També van filmar dos videoclips, un d'ells dirigit per Adolfo Doring i rodat al Sacré-Cœur de París, perquè es considera la ciutat més romàntica del món. Pel Japó van llançar una edició especial amb durada d'un àlbum que incloïa 14 rareses: tres eren versions del senzill, tres remescles de bonificació, sis cares B i dues versions acústiques en directe.
L'any 1998 fou la cançó principal de la banda sonora de la pel·lícula Music from Another Room, amb Jude Law i Gretchen Mol.
"Truly Madly Deeply" va ser un èxit destacat a diversos països d'arreu del món encapçalant les llistes de senzills durant moltes setmanes. A Austràlia, a part de ser número u, l'Australasian Performing Right Association va introduir la cançó dins les 30 millors cançons de tota la història. El cas més destacat és als Estats Units. En la llista Billboard Hot 100 va debutar al 26 i va estar al número 1 dues setmanes el gener de 2008. A la llista Billboard Top 40 Mainstream va estar al capdamunt només una setmana perquè fou superada per "My Heart Will Go On" de Celine Dion, però després de deu setmanes a la segona posició, va tornar a recuperar el primer lloc a l'abril. Seguidament va establir el rècord de permanència en la història de la llista U.S. Hot Adult Contemporary amb 123 setmanes, onze de les quals al número u. Posteriorment, el rècord fou superat dos anys després amb 124 setmanes, precisament per un propi senzill del grup, "I Knew I Loved You". L'any 2008, el senzill fou introduït en la trentena posició dins la llista de les 100 millors cançons de tots els temps.

## Llista de cançons
| CD1 1. "Truly Madly Deeply" – 4:38 2. "I'll Bet He Was Cool" – 3:58 CD2 1. "Truly Madly Deeply" – 4:38 2. "Truly Madly Deeply" (versió australiana) – 4:38 3. "Truly Madly Deeply" (Night Radio Mix) – 4:35 4. "This Side of Me" – 4:09 5. "Love Can Move You" – 4:47 Estàndard 1. "Truly Madly Deeply" – 4:38 2. "Promises" – 4:11 3. "Truly Madly Deeply" (Night Radio Mix) – 4:35 Edició limitada 1. "Truly Madly Deeply" – 4:38 2. "Promises" – 4:11 3. "Truly Madly Deeply" (Night Radio Mix) – 4:35 4. "I Want You" (Bastone Club Mix) 5. "I Want You" (I Need I Want Mix) | 1. "Truly Madly Deeply" – 4:38 2. "I'll Bet He Was Cool" – 3:58 Casset 1. "Truly Madly Deeply" – 4:38 2. "I Want You" – 3:52 CD1 1. "Truly Madly Deeply" – 4:38 2. "Truly Madly Deeply" (versió australiana) – 4:38 3. "This Side of Me" – 4:09 4. "Love Can Move You" – 4:47 CD2 1. "Truly Madly Deeply" – 4:38 2. "Truly Madly Deeply" (Night Radio Mix) – 4:35 3. "I Want You" – 3:52 4. "I'll Bet He Was Cool" – 3:57 |

## Posicions en llista
| Llista (1997/1998)           | Posició |
| ---------------------------- | ------- |
| Austràlia                    | 1       |
| Canadà                       | 1       |
| França                       | 9       |
| Nova Zelanda                 | 12      |
| Regne Unit                   | 4       |
| Billboard Hot 100            | 1       |
| Billboard Top 40 Mainstream  | 1       |
| Billboard Adult Contemporary | 1       |

## Versió de Sandy & Junior
La cançó fou versionada l'any 1998 pel duo brasiler Sandy & Junior. Amb el títol en portuguès de "No Fundo Do Coração" fou llançada com a tercer senzill de l'àlbum Era Uma Vez (Ao Vivo). Al Brasil, l'àlbum fou certificat com a triple disc de platí per la ABPD amb més de 300.000 còpies venudes al país.

## Versió de Cascada
El grup alemany Cascada va versionar la cançó "Truly Madly Deeply" el 31 de gener de 2006 com a segon senzill de l'àlbum Everytime We Touch a Alemanya i al Regne Unit. No obstant la versió de l'àlbum és una balada, també van realitzar una versió trance per mantenir el seu estil musical, la qual és la principal del senzill publicat. Posteriorment es va publicar a altres països, per exemple, el 27 de febrer de 2007 per iTunes Store.

### Llista de cançons
| CD Senzill Part 1 (Regne Unit) 1. "Truly Madly Deeply" (Edició ràdio) – 2:57 2. "Everytime We Touch" – 3:19 CD Senzill Part 2 (Regne Unit) 1. "Truly Madly Deeply" (Edició ràdio) – 2:57 2. "Truly Madly Deeply" (Versió àlbum) – 4:14 3. "Truly Madly Deeply" (club mix) – 4:34 4. "Truly Madly Deeply" (Styles & Breeze remix) – 5:03 5. "Truly Madly Deeply" (Thomas Gold remix) – 8:32 6. "Truly Madly Deeply" (DJ Bomba & El Senor remix) – 6:49 7. "Truly Madly Deeply" (Frisco Remix) – 6:07 12" Senzill (Alemanya) 1. "Truly Madly Deeply" (2-4 Grooves Remix) – 6:00 2. "Truly Madly Deeply" (Thomas Gold Remix) – 8:29 CD Senzill (Alemanya) 1. "Truly Madly Deeply" (Edició ràdio) – 2:55 2. "Truly Madly Deeply" (Edició ràdio Thomas Gold) – 3:36 3. "Truly Madly Deeply" (Edició ràdio 2-4 Grooves) – 3:27 4. "Truly Madly Deeply" (Versió àlbum) – 4:12 5. "Truly Madly Deeply" (Edició ràdio Candy) – 3:18 | 12" Senzill (Estats Units) 1. "Truly Madly Deeply" (Edició ràdio) – 2:58 2. "Truly Madly Deeply" (Versió àlbum) – 4:12 3. "Truly Madly Deeply" (Edició ràdio Thomas Gold) – 3:38 4. "Truly Madly Deeply" (Edició ràdio Tune Up!) – 2:58 5. "Truly Madly Deeply" (Thomas Gold remix) – 8:30 6. "Truly Madly Deeply" (UK club mix) – 4:34 7. "Truly Madly Deeply" (Tune Up! remix) – 4:35 8. "Truly Madly Deeply" (Styles & Breeze remix) – 4:58 9. "Truly Madly Deeply" (DJ Bomba & El Senor remix) – 6:48 10. "Truly Madly Deeply" (Frisco remix) – 6:00 Austràlia (2007) 1. "Truly Madly Deeply" (Edició ràdio 2-4 Grooves) – 3:30 2. "Truly Madly Deeply" (Edició ràdio UK) – 2:54 3. "Truly Madly Deeply" (Radio Pop Mix) – 4:14 4. "Truly Madly Deeply" (Edició ràdio Ivan Filini) – 3:07 5. "Truly Madly Deeply" (Versió àlbum) – 4:12 6. "Truly Madly Deeply" (Styles & Breeze Remix) – 5:03 7. "Truly Madly Deeply" (Tune Up! Remix) – 4:35 8. "Truly Madly Deeply" (DJ Bomba & El Senor Remix) – 6:49 9. "Truly Madly Deeply" (Thomas Gold Remix) – 8:30 |

Altres remescles
- "Truly Madly Deeply" (Alex K Remix) – 6:15
- "Truly Madly Deeply" (Original Dance Remix)
- "Truly Madly Deeply" (Original Dance Edit)

### Posicions en llista
| Llista (2006) | Posició |
| ------------- | ------- |
| Irlanda       | 3       |
| Regne Unit    | 4       |
| Estats Units  | 14      |
| Alemanya      | 26      |
| Austràlia     | 39      |